# Iso Pyränne
Iso Pyränne är en sjö i kommunen Petäjävesi i landskapet Mellersta Finland i Finland. Sjön ligger 154,9 meter över havet. Den är 4 meter djup. Arean är 60 hektar och strandlinjen är 5,88 kilometer lång. Sjön  ingår i Kymmene älvs huvudavrinningsområde.   Den ligger omkring 22 kilometer väster om Jyväskylä och omkring 240 kilometer norr om Helsingfors. 